# Gebrannte Mandeln

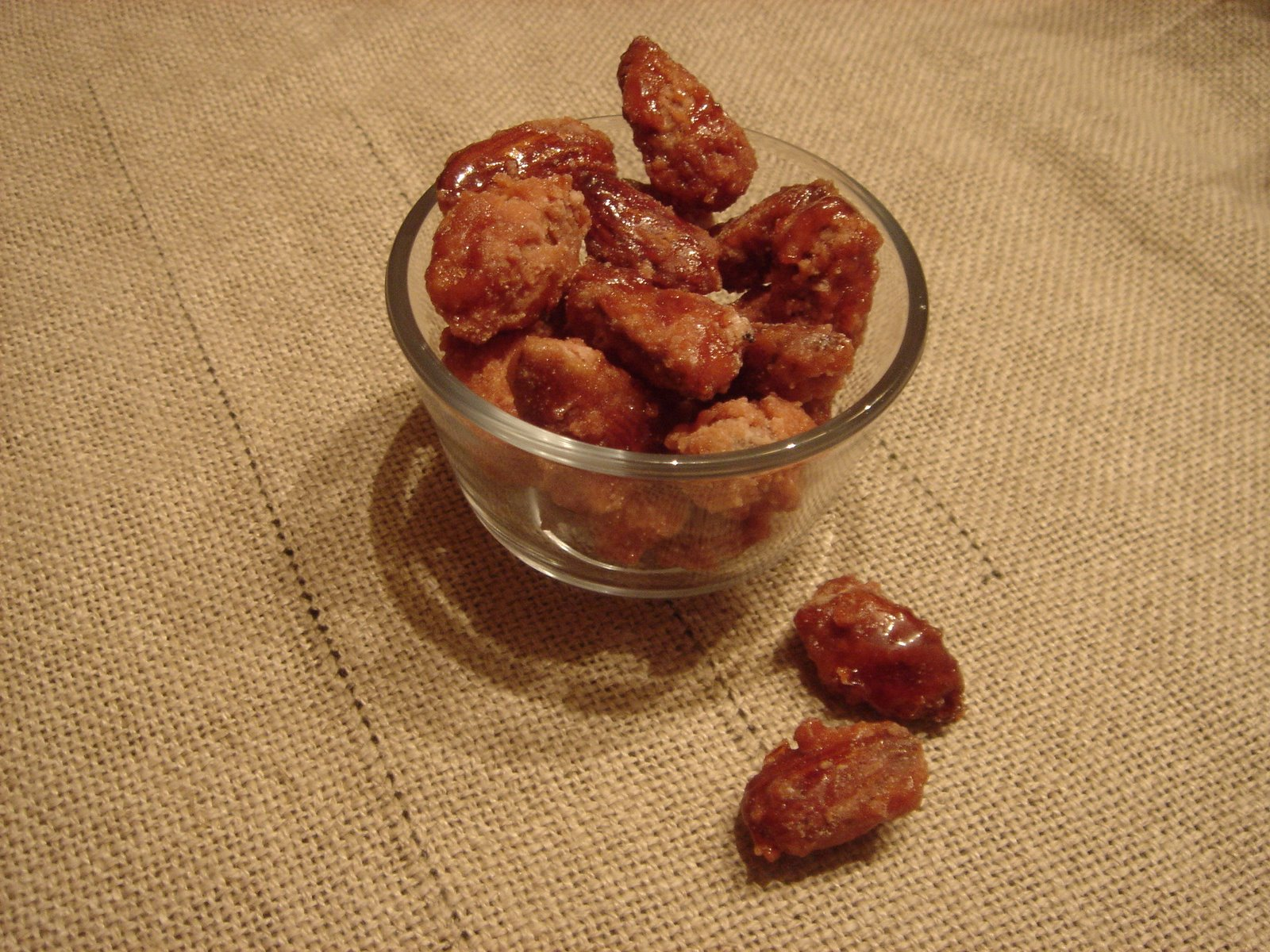
Gebrannte Mandeln

Gebrannte Mandeln sind eine Süßware, bestehend aus Mandeln mit einem Überzug aus karamellisiertem Zucker.
Die Mandeln werden unter ständigem Rühren unter Beigabe von Zucker und Wasser aufgekocht, bis der Zucker karamellisiert und die Mandeln mit einer Karamellschicht überzogen werden. Durch Beigabe von zum Beispiel Vanillezucker und Zimt kann das Aroma verfeinert werden. Alternativ werden auch andere Nusssorten wie zum Beispiel Macadamia, Erdnüsse, Paranüsse, Pekan- oder Walnüsse und Cashewkerne in gebrannter Form angeboten. Historisch sind Rezepte für gebrannte Mandeln für das Europa des 18. Jahrhunderts nachgewiesen.